# Bitwa morska w porcie Guetaria
Bitwa morska w porcie Guetaria – starcie zbrojne, które miało miejsce 22 sierpnia 1638 w trakcie wojny francusko-hiszpańskiej, zakończone pogromem eskadry hiszpańskiej.
W roku 1638 Francuzi rozpoczęli działania przeciw twierdzy Fuenterrabía i dla osłony działań lądowych, przesunęli w pobliże całą Flotę Ponantu. Eskadra hiszpańska pod dowództwem admirała Lope de Hoces w sile 14 galeonów, schroniła się w porcie Getaria.
Francuzi zostawili eskadrę dla osłony Fuenterrabíi i z 20 okrętami podeszli pod Getarię. Śmiałe uderzenie większych jednostek, dowodzonych przez Hercule’a de Cange i wadm. de Montigny związało okręty hiszpańskie i baterie nadbrzeżne. Równocześnie do ataku ruszyły francuskie brandery, co całkowicie zaskoczyło Hiszpanów. Ogień zniszczył większość jednostek hiszpańskich. W wyniku bitwy zginęło 4 000 Hiszpanów. Straty francuskie wyniosły dwa okręty.